# DF-4

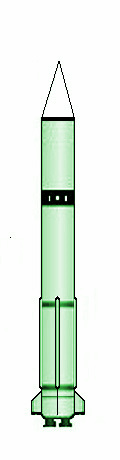
O míssil Dongfeng 4.

O Dongfeng 4 (chinês tradicional: 東風 4, chinês simplificado: 东风 4, lit. ‘Vento Leste 4’) ou DF-4 foi o primeiro míssil balístico intercontinental (de alcance limitado) fabricado pela  República Popular da China. 
O DF-4, é um míssil balístico de dois estágios apto a transportar uma única ogiva de 2.200 kg, movido a combustível líquido, tem um alcance de 4.750 km. A ogiva utilizada, tem a potência de 1.000 a 3.000 kt, com precisão de 1.500 m.
O corpo do míssil, tem quatro aletas na base do primeiro estágio. O primeiro estágio, é uma versão melhorada do DF-3A, com quatro motores YF-2A, gerando um empuxo total de 104 kN. O segundo estágio é equipado com um motor YF-3 produzindo 32 kN de empuxo. Ambos os estágios, usam a mesma combinação de combustível líquido armazenável: HNO3+NTO, conhecido como AK-27 e UDMH.